# William Colby
William Egan Colby (4. januar 1920 – 27. april 1996) er en tidligere leder af USA's Central Intelligence Agency (CIA). Han blev udpeget som chef for CIA 4. september 1973, som afløser for James R. Schlesinger. Han tjente som CIA chef under præsident Gerald Ford, og blev efterfulgt på posten af den senere præsident, George H.W. Bush 30. januar 1976.